# جی‌وو
جنیفر لین فرلی (به انگلیسی: Jennifer Lynn Farley، متولد ۲۷ فوریه ۱۹۸۶) که به جی‌وو (به انگلیسی: JWoww) مشهور است، شخصیت تلویزیونی آمریکایی و از فعالان حقوق همجنس‌گرایان است. او در مؤسسه فناوری نیویورک تحصیل کرده‌است. وی از اهالی لانگ آیلند می‌باشد.

## زندگی شخصی

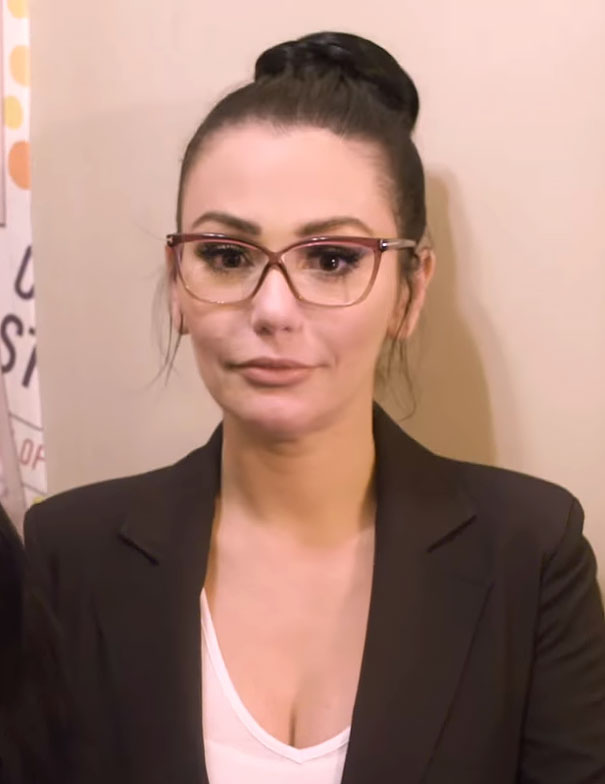
جی‌وو

جی‌وو در ماه اکتبر سال ۲۰۱۵ با روگر متهوز ازدواج کرد. او دو فرزند از این ازدواج بدست آورد: ملینی دختر، زاده ۱۳ ژوئیه ۲۰۱۴ و گریسون پسر، متولد ۵ مه ۲۰۱۶. در سپتامبر ۲۰۱۸، جی‌وو از متهوز طلاق گرفت.